# 忽都帖木儿
忽都帖木儿（13世纪？—1311年），元朝军事人物，阿速氏，阿儿思兰的曾孙，捏古来的孙子，忽儿都答的儿子。    
忽都帖木儿在海山没有即位时就跟随他出征海都，以立下功劳被赏赐白金。海山即位为元武宗，至大元年（1308年），授忽都帖木儿为宣武将军、左卫阿速亲军副都指挥使。至大四年（1311年），忽都帖木儿去世。